# Berserker (Saberhagen)
Pour les articles homonymes, voir Berserker.
Berserker est une série de huit romans de science-fiction de Fred Saberhagen, publiée aux États-Unis entre 1967 et 1979. En France, cette série de romans est disponible regroupée en deux volumes, aux éditions « L'Atalante » (Nantes).

## Présentation de l'œuvre
Dans les anciennes légendes scandinaves, le mot « berserker » désignait le guerrier revêtu de sa fourrure d'ours et qui, à la veille de la bataille, entrait dans une transe furieuse pour n'être plus qu'une machine à tuer.
Dans la série, les « Berserker » sont de puissantes et froides machines à tuer, venues des profondeurs de l'espace et du temps, programmées par de mystérieux concepteurs pour éradiquer inexorablement toute forme de vie dans l'immensité galactique. Les romans racontent ce combat, en apparence inégal, des êtres vivants contre ces monstres de métal et d'électronique, et la découverte de leur origine… 
Certains volumes sont constitués, en fait, de plusieurs nouvelles de l'auteur. Structurées et variées, elles traitent des multiples facettes de cette guerre interstellaire pour la survie, de ses actions héroïques, de ses traîtrises et de l'ingéniosité humaine déployée pour s'opposer à l'effrayante programmation des machines : considérer la vie comme une forme mauvaise et l'éradiquer par tout moyen dans toutes les dimensions de l'espace et du temps (cette guerre a effectivement parfois lieu dans d'autres dimensions temporelles et ce bien avant Terminator).
La nouvelle Le Pacifiste (The Peacemaker/The Life Hater, 1964) figurant dans le premier tome (et parue en France en 1966 dans la revue Galaxie), nous conte ainsi la rencontre désespérée, dans l'espace, d'un gigantesque vaisseau de mort endommagé et d'un homme seul (et malade) dans sa minuscule navette, tentant de convaincre la machine de la supériorité de la vie sur la matière. Par sa construction, sa concision, son ambiance inquiétante et son surprenant final, elle constitue un exemple du style de Saberhagen.

## Titres des épisodes
1. Les Machines de mort ((en) Berserkers, 1967)
2. L'assassin Berserker, Temps futurs, 1982 ((en) Brother Assassin, 1969)
3. La Planète des Berserkers ((en) Berserker's Planet, 1975)
4. Le Sourire des Berserkers ((en) The Ultimate Enemy, 1979)
5. L'Homme Berserker, Temps futurs, 1983 ((en) Berserker Man, 1979)
6. Le Trône Berserker ((en) Berserker Throne, 1985)
7. Léviathan, l'ombre bleue ((en) Blue Death, 1985)
8. La Base Berserker ((en) Berserker Base, 1985)